# 德塞阿多河

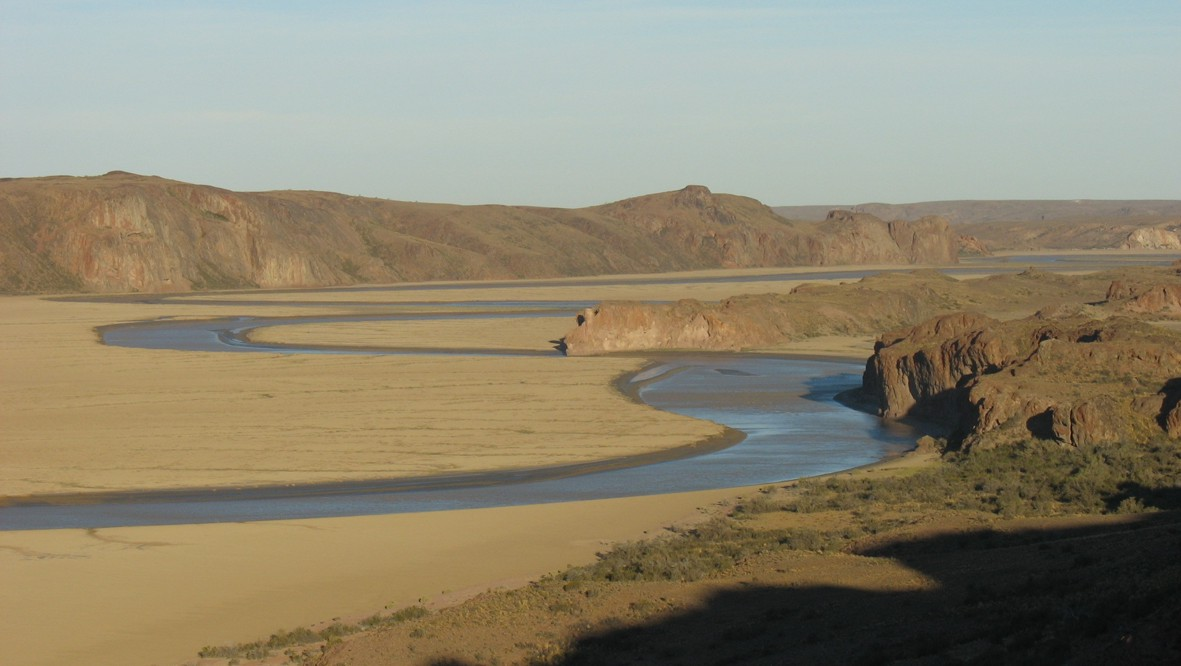
德塞阿多河

德塞阿多河（西班牙語：Río Deseado）是阿根廷的河流，位於聖克魯斯省，河道全長615公里，集水區面積14,450平方公里，發源自布宜諾斯艾利斯湖，最終注入大西洋。
47°45′39″S 65°53′56″W / 47.7608°S 65.8989°W